# Kansas State School For the Deaf

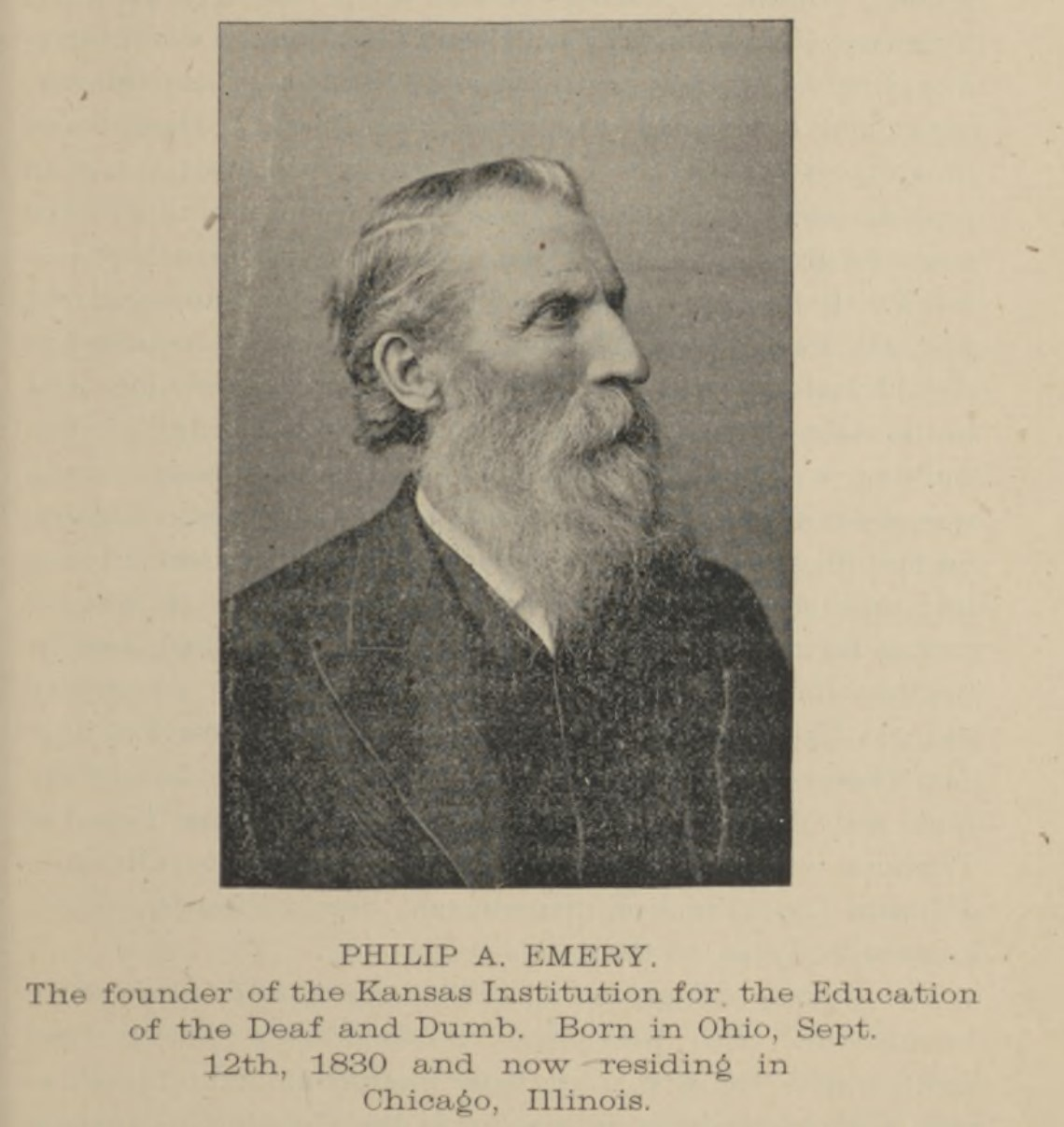
Philip A. Emery.

Kansas State School For the Deaf, dont le nom est couramment abrégé en KSD, est une école pour sourds, située à Olathe, en Kansas, aux États-Unis. Elle a été fondée en 1861. 

## Histoire
Phillip A. Emery, un sourd enseigne à l'école Indiana School for the Deaf jusqu'en 1860. Il s'installe près la rivière Wakarusa et il  rencontre son voisin Jonathan R. Kennedy qui a trois enfants sourds. Jonathan convainc Philip de créer une école pour les sourds en Kansas. Finalement, l'école est fondée en 1861. Il donne des cours aux élèves sourds dans le grenier d'une petite maison à Baldwin City, Kansas.
En 1866, l'école a reçu un financement de l'Etat et un nouvel emplacement à Olathe. En 1885, l'institution florissante change son nom en Kansas Institution for the Education of the Deaf and Dumb.

### Personnalité
- Paul D. Hubbard